# Broken Glass Heroes
Broken Glass Heroes é uma banda indie de Antuérpia, fundada por Tim Vanhamel e Pascal Deweze. Eles fizeram a trilha sonora "Let's Not Fall Apart" para o programa de televisão, Benidorm Bastards.
As músicas da banda, tais como "Still Sleeping Couch", "Crazy", "Poor Little Rich Girl" e "Let's Not Fall Apart", fazem parte como trilha sonora do quadro Os Velhinhos se Divertem, do Programa Silvio Santos.

## Discografia
Álbuns
- Grandchildren Of The Revolution (2010)

Singles
- "Let's Not Fall Apart" (2010)
- "Baby Don't Worry" (2010)
- "Delphonic" (2010)